# Mucílag

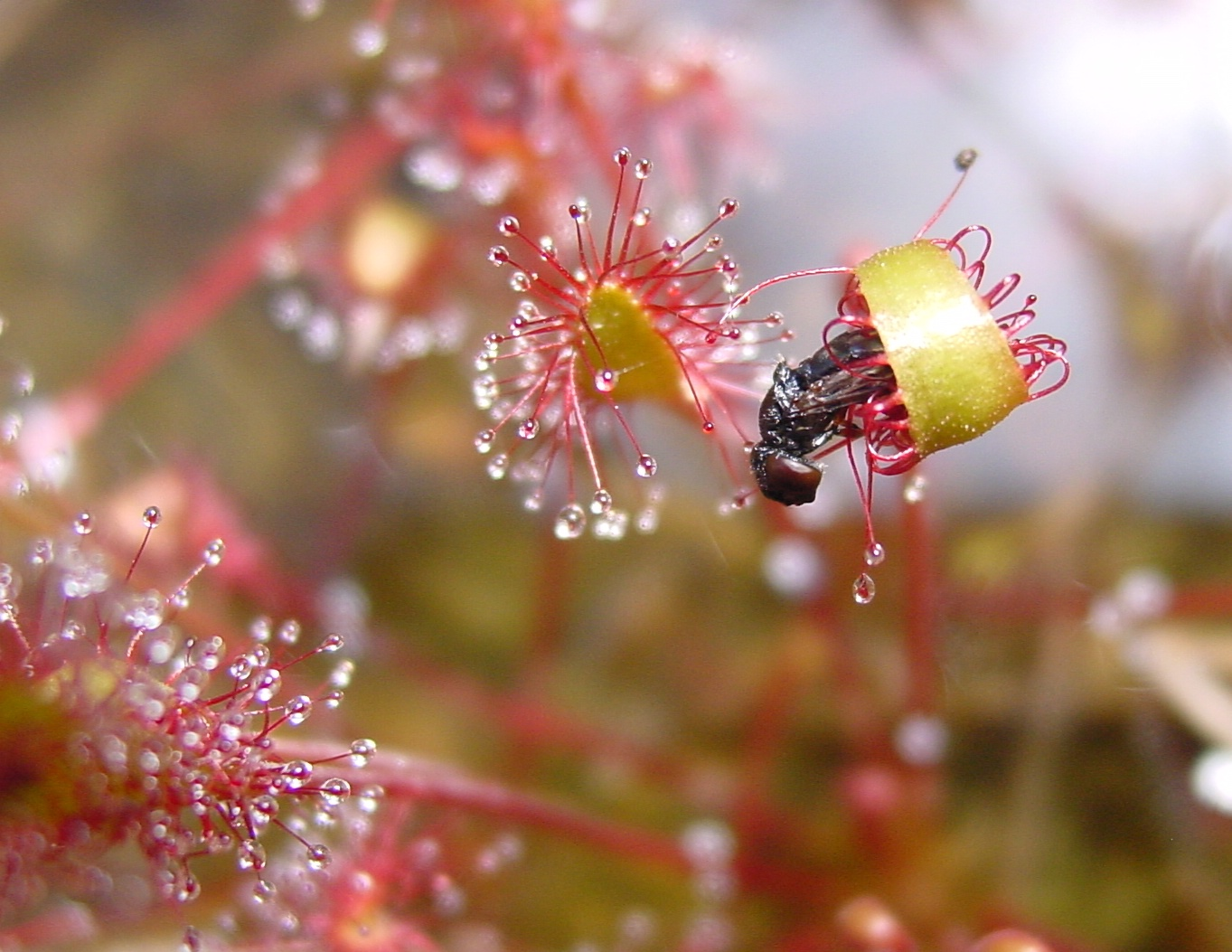
Una fulla de dròsera amb tentacles mucilaginosos atrapant un insecte.

Un mucílag és una glicoproteïna polar en forma de polímer que és produït per la majoria de les plantes i alguns microorganismes. Aquestes molècules són d'una gran llargària i produeixen els filaments causants de la viscositat tan característica d'aquestes substàncies.
Es presenta en diversos òrgans de gairebé tota mena de plantes i sovint a les arrels, però, en general, en una quantitat relativament petita. S'associa sovint amb altres substàncies, com els tanins i alcaloides.
El mucílag té com a principal funció ajudar a l'emmagatzematge d'aigua i afavorir així la germinació de llavors, però també d'actuar com un espessidor de la membrana cel·lular. Entre les plantes amb més quantitat de mucílag trobem els cactus (i altres plantes suculentes) i les llavors de lli.
També és molt freqüent en algunes plantes carnívores. Els gèneres com Drosera o Pinguicula, tenen fulles amb glàndules que secreten mucílag i l'utilitzen com a "trampa" per capturar insectes que posteriorment digereixen.
En els microorganismes, en canvi, els mucílags són bàsicament exopolisacàrids i estan àmpliament distribuïts a terra amb un paper vital en l'ecologia dels sòls del món. En bona part és la substància que cobreix l'exterior de, per exemple, les algues verdes unicel·lulars o filamentoses i, també, dels cianobacteris. Entre les algues verdes sobretot el grup de les Volvocales es caracteritzen per produir exopolisacàrids en un moment determinat del seu cicle de vida.

## Interès econòmic
Els mucílags són comestibles, però els gustos resulten sempre força suaus. S'utilitza en medicina per les seves propietats emol·lients. Tradicionalment, el malví (Althaea officinalis) conté en la seva rel substàncies arrel mucilaginoses que s'han vingut utilitzant com a supressor de la tos. En algunes formes farmacèutiques és utilitzat com a excipient i en la preparació de suspensions, per tal de retardar la sedimentació del principi actiu.
Durant la fermentació de la soja per formar el natto, els enzims extra-cel·lulars produïts per soques de Bacillus reaccionen amb els sucres de la soja per donar lloc a grans quantitats de mucílag. La quantitat i viscositat d'aquest mucílag, és una característica important del natto i contribueix al sabor i olor típic d'aquest producte japonès.

## Plantes que contenen mucílags
Les següents plantes se sap que contenen concentracions grans de mucílag i d'algunes se'n fa ús industrial:
- Àloe vera
- Cactus, la majoria d'espècies
- Chondrus crispus
- Dròsera
- Fenigrec
- Lli, les seves llavors
- Algues en general
- Regalèssia la seva rel
- Althaea
- Pinguicula
- Ulmus rubra, en la seva escorça

## Com a adhesiu
Un mucílag és també un terme que defineix un adhesiu compost d'una solució d'un producte vegetal com la goma vegetal en l'aigua i són utilitzats principalment per a segellar paper (per exemple, segells de correu i les aletes del sobre de cartes).